# 名古屋南インターチェンジ
名古屋南インターチェンジ（なごやみなみインターチェンジ）は、愛知県名古屋市緑区にある伊勢湾岸自動車道のインターチェンジ、および国道23号（名四国道）のインターチェンジである。

## 名四バイパス「名古屋南インターチェンジ」
| 国道302号と直交する（直上は名古屋南JCT）  |  | 国道302号への分岐部 |
| 国道302号と直交する （直上は名古屋南JCT） |  | 国道302号への分岐部 |

北緯35度2分58.7秒 東経136度56分41.2秒 / 北緯35.049639度 東経136.944778度

### 概要
名古屋南ジャンクションの下部に位置し、国道302号とランプウェイで結ばれている。伊勢湾岸自動車道の名古屋南ICとは離れており、伊勢湾岸自動車道名古屋南ICが接続する愛知県道50号名古屋碧南線へ連絡する場合は、隣接する共和ICを利用する必要がある。

### 接続する道路
- 国道302号[2]

### 隣
名四国道（国道23号）
共和IC - 名古屋南IC - 大高IC

## 伊勢湾岸自動車道「名古屋南インターチェンジ」

### 概要
四日市JCT方面への入口と同方面からの出口のみをもつハーフインターチェンジである。当該ICから豊田JCT方面へは連絡しないため、隣りの豊明ICを利用する。
名古屋南JCTを併設する関係上、出入口とはJCTの側道で連絡する。また、共和ICと一部ランプウェイを共有している。このインターチェンジ入口から名二環上社方面や名古屋高速高辻方面へは行くことができない（該当する車は当ICへ流入することなく、そのまま国道23号を走行のうえ国道302号および名古屋高速大高入口へ分岐する）。また、名二環、名古屋高速から当ICに降りることもできない。出口は国道302号に接続しないため、利用者は手前の大府ICで国道302号に流出する。
なお、隣の豊明ICでは構造上、愛知県道57号への接続は不可のため、豊明市街へは行けない。このため、四日市方面と豊明市街間のアクセス経路として名古屋南ICが位置付けられている。

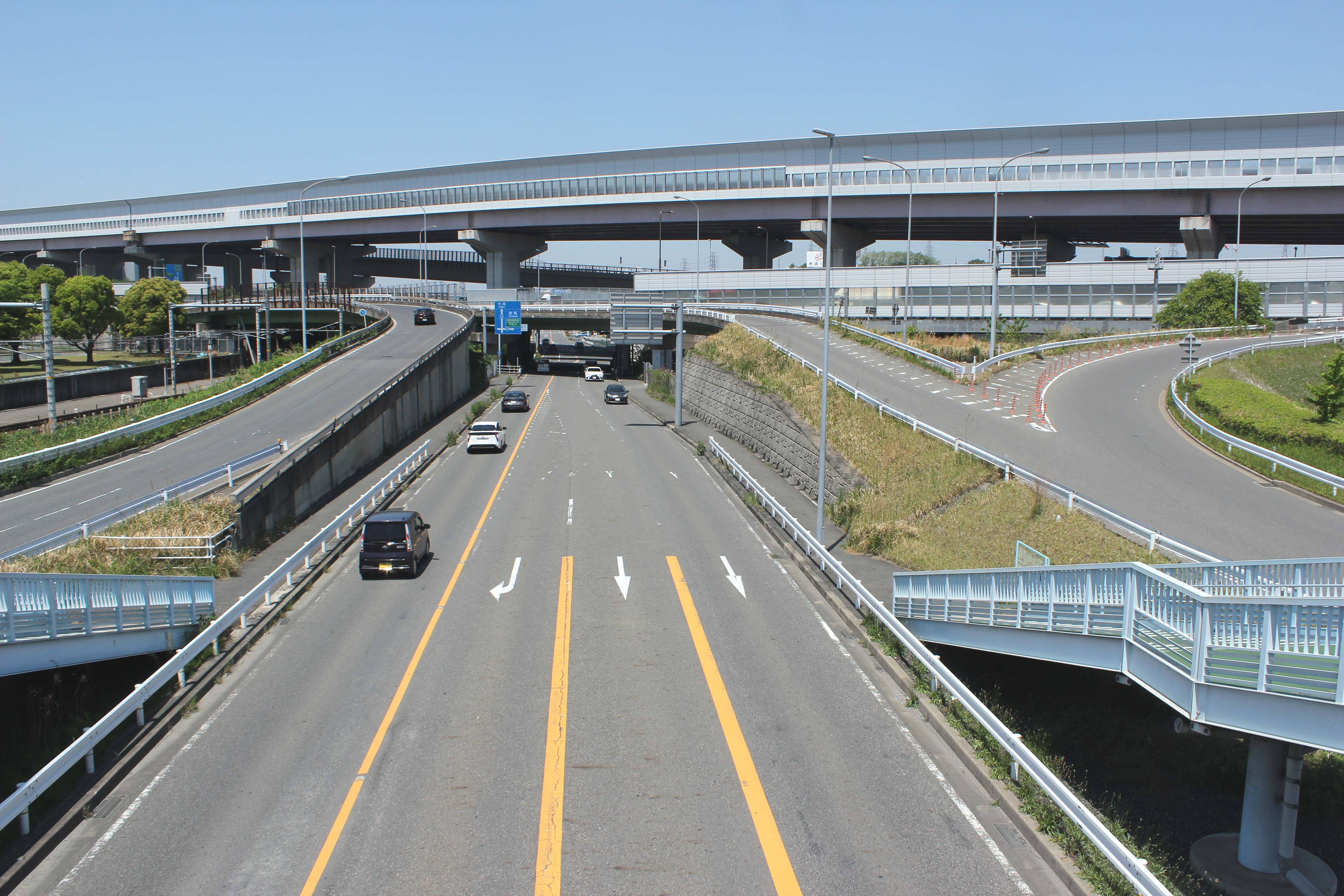
愛知県道50号名古屋碧南線と共和ICの分合流部。左側のカーブを直進すると国道23号に流入する（右画像）。
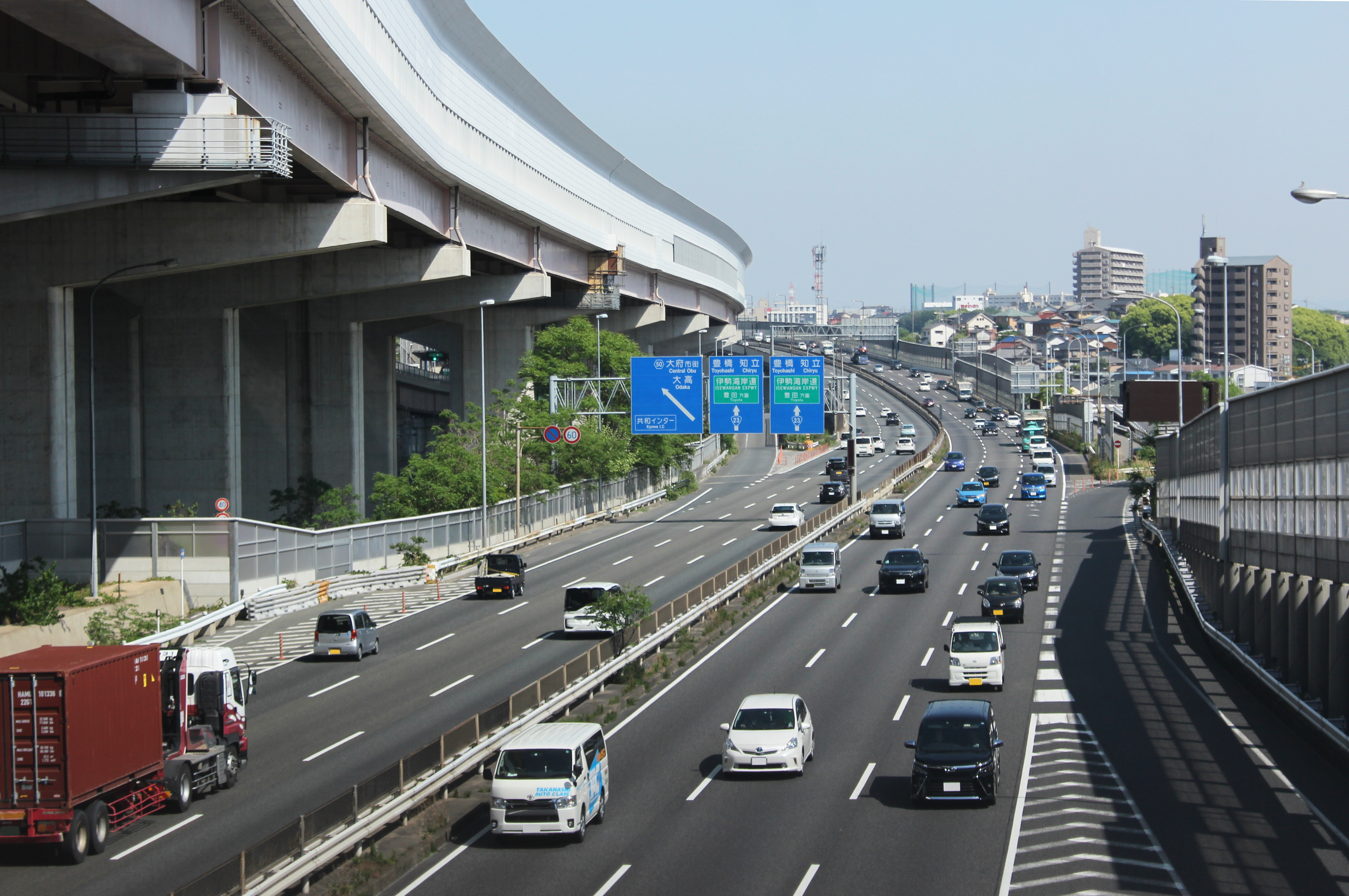
国道23号の右端が共和IC流入路で、流入路を直進すると名古屋南ICのオンランプに流入する。
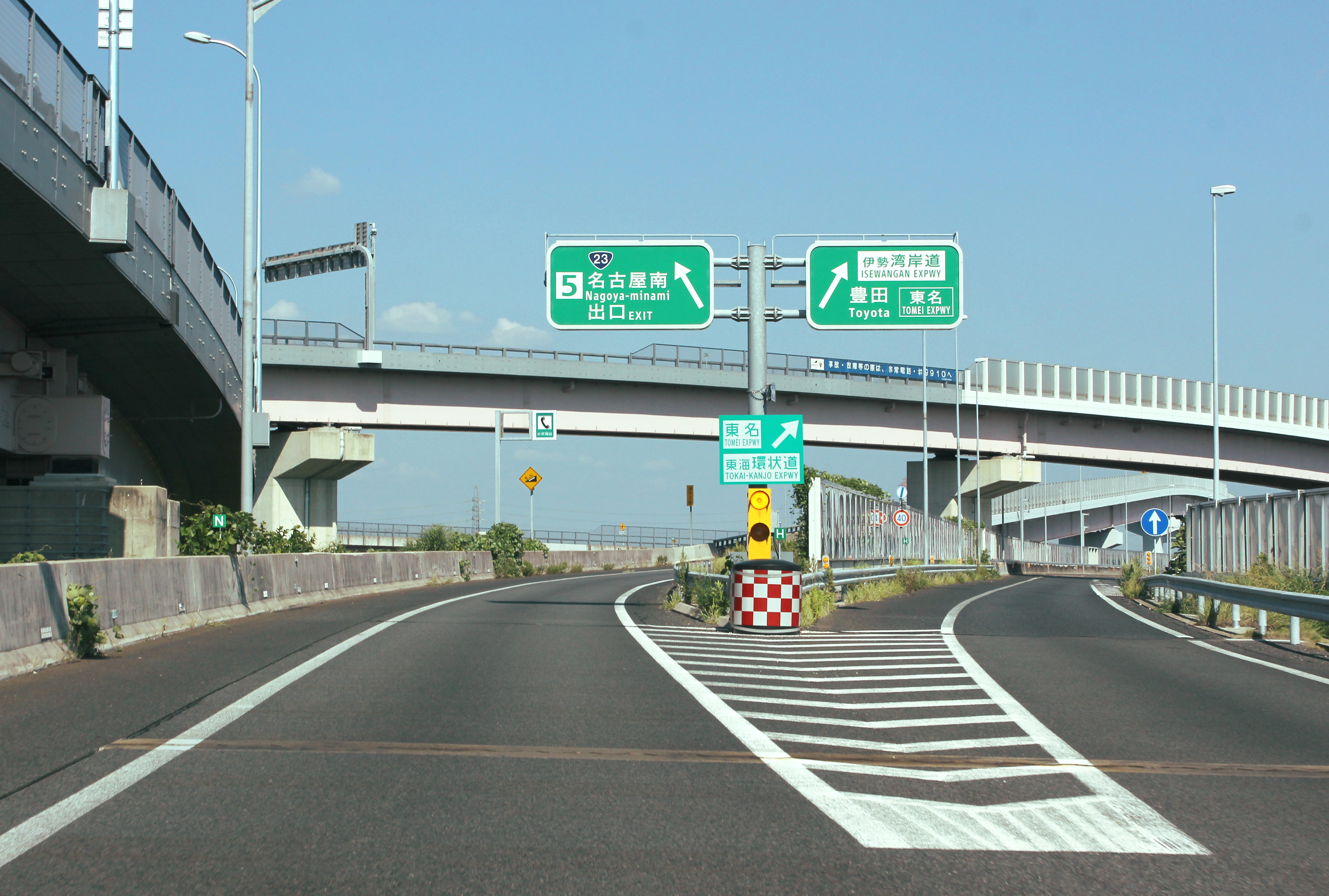
本線（上り）から数えて3回目の分岐で出口ランプウェイ（左）に到達する。

### 歴史
名古屋南ICは1998年3月に伊勢湾岸自動車道として初めて開通した時の下り線側の起点として開設された。なお、上り線側の終点は大府ICであった。高速道路としては約11 kmと短い開通距離であったが、国道23号と名古屋港が高速道路で結ばれたことで、従来の名古屋市緑区、大府市 - 名古屋港間が概ね45分を要したものが、開通後は15分に短縮され、利便性向上と国道23号の渋滞緩和に寄与した。

#### 年表
- 1998年（平成10年）3月30日 : 名港中央IC - 当IC間開通に伴い供用開始[1]。開通当初は入口のみ供用。
- 2001年（平成13年）3月30日 : 名古屋南IC - 大府IC間の上り線が開通[10]。出口開設。

### 周辺
- 大高緑地
- 水主ヶ池公園
- 名古屋グランドボウル
- JR東海道本線 南大高駅
- イオンモール大高

### 接続する道路
- 国道23号（名四国道）[11]
- 愛知県道50号名古屋碧南線[11]

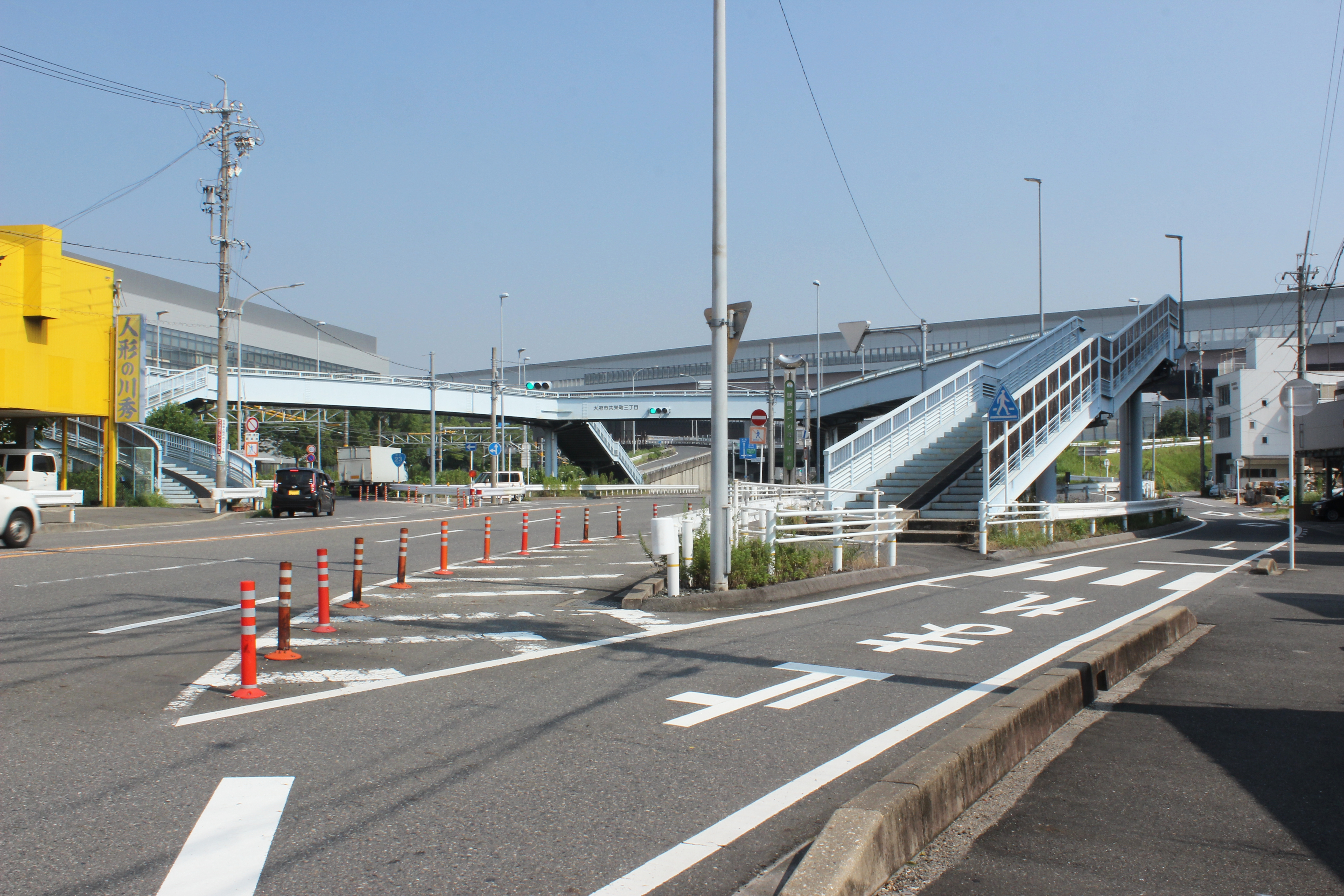
県道50号と接続。国道23号共和ICと入口を共有。
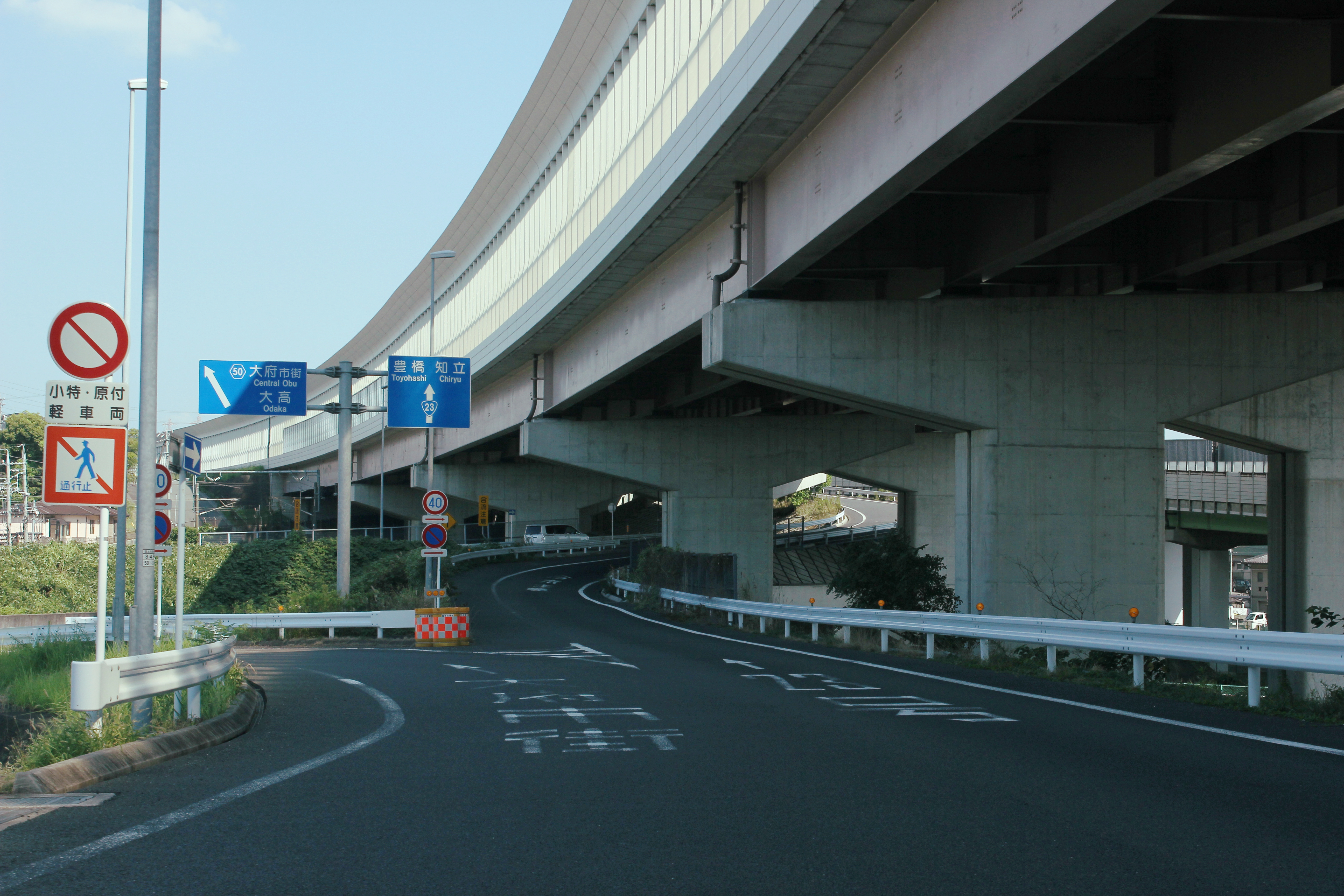
出口料金所通過後、県道50号と国道23号豊明方面への分岐路が現れる。

### 料金所

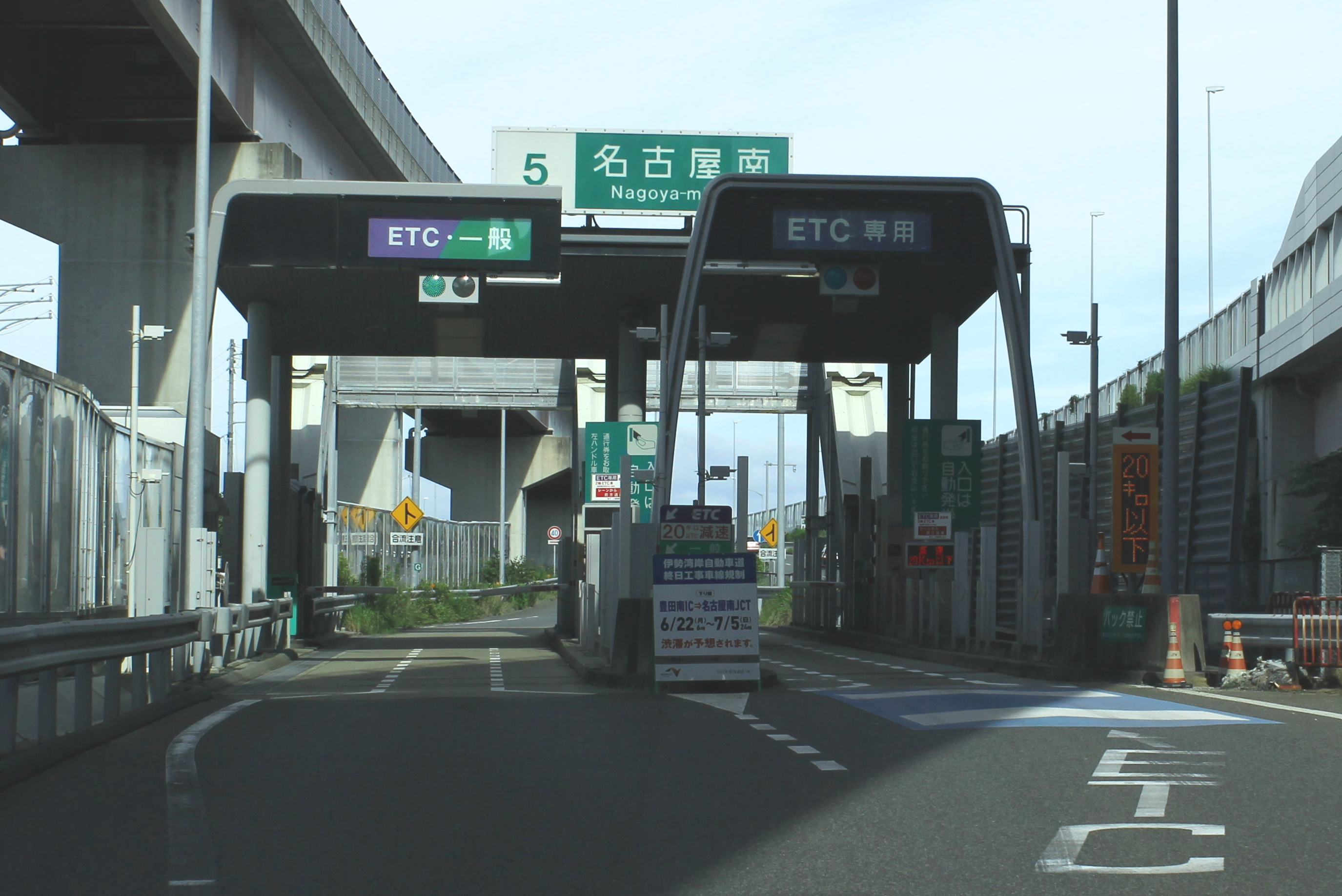
入口料金所

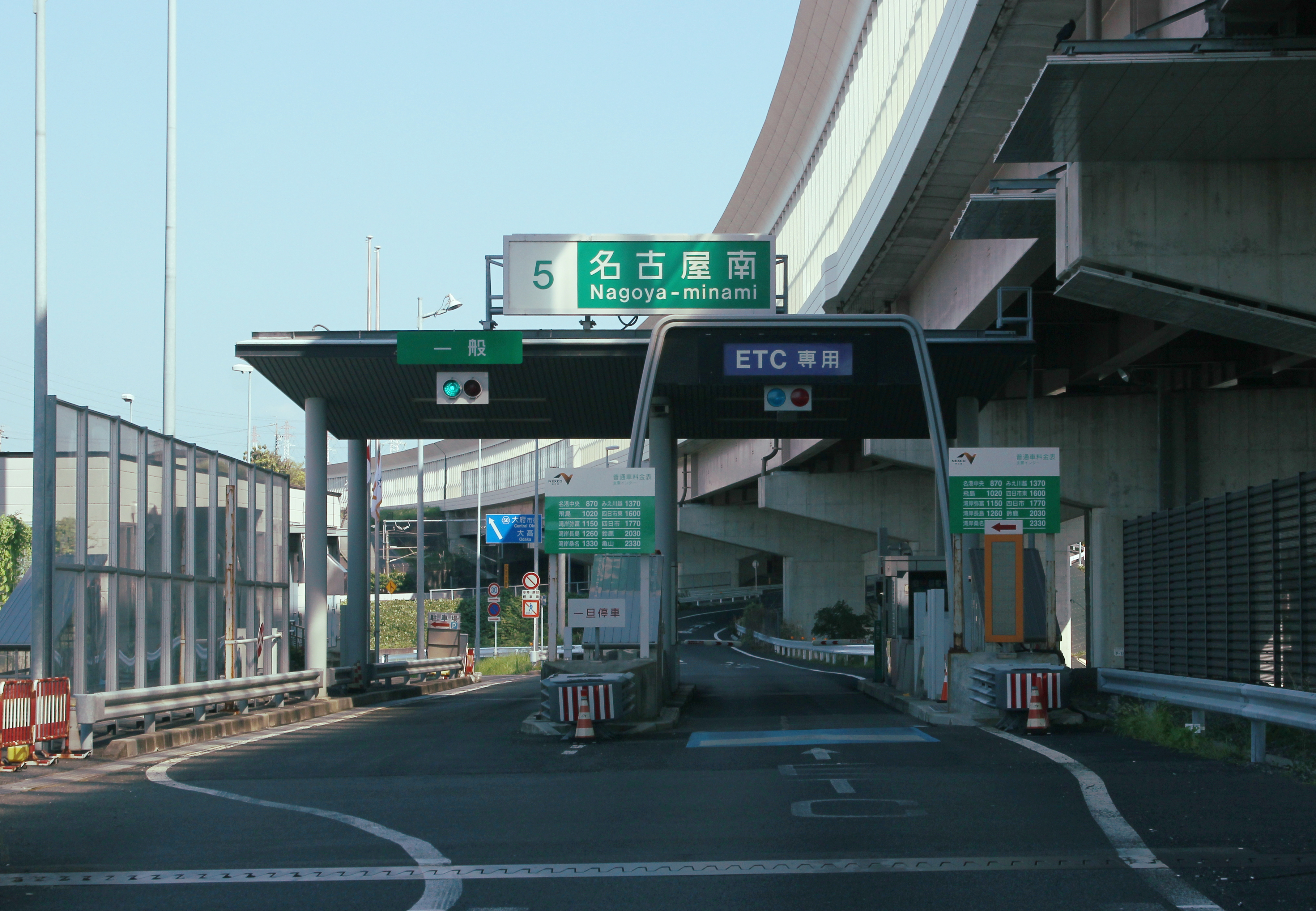
出口料金所

レーン運用は、時間帯やメンテナンスなどの事情により変更される場合がある。

### 名古屋南第一料金所
入口
- レーン数：2[12]
  - ETC専用：1
  - ETC / 一般：1

出口
- レーン数：2[12]
  - ETC専用：1
  - 一般：1

## 隣
E1A 伊勢湾岸自動車道
(4)豊明IC - (5)名古屋南IC/JCT - (6)大府IC